# Quebrada Ancholma
Die Quebrada Ancholma ist ein 25 km langer linker Nebenfluss des Río Huallaga in der Provinz Mariscal Cáceres der Region San Martín im zentralen Norden Perus.

## Flusslauf
Die Quebrada Ancholma entspringt an der Ostflanke der peruanischen Zentralkordillere im Südwesten des Distrikts Campanilla. Das Quellgebiet liegt auf einer Höhe von etwa 1950 m an der Wasserscheide zum weiter südlich fließenden Río Sion. Die Quebrada Ancholma fließt anfangs 4 km nach Osten und wendet sich anschließend nach Nordosten und behält diesen Kurs bis zu ihrer Mündung grob bei. Die Quebrada Ancholma mündet schließlich 2 km südlich der Siedlung El Valle in den nach Norden strömenden Río Huallaga. Die Mündung befindet sich auf einer Höhe von ungefähr 355 m.

## Einzugsgebiet
Die Quebrada Ancholma entwässert ein Areal von etwa 80 km². Dieses liegt vollständig im Distrikt Campanilla. Das Einzugsgebiet der Quebrada Ancholma grenzt im Südosten und im Süden an das des Río Sion sowie im Westen und Norden an das des Río Valle.

## Ökologie
Das Einzugsgebiet der Quebrada Ancholma ist in den höheren Lagen noch weitgehend mit Bergregenwald bedeckt. Entlang der unteren Hälfte der Fließstrecke der Quebrada Ancholma wurden schon Parzellen gerodet und zu landwirtschaftlichen Nutzflächen oder Brachflächen umgewandelt.